# Regina Relang
Regina Relang (als Regina Lang; * 23. August 1906 in Stuttgart; † 1989 in München) war eine bedeutende deutsche Modefotografin.

## Leben und Karriere
Regina Lang war die Tochter des Künstlers Paul Lang-Kurz, Professor an der Kunstakademie Stuttgart, und seiner Frau Minna Kurz (1877–vor 1928), Kunstgewerblerin und Schülerin von Maximilian Dasio. Ihre Schwester Urs Lang-Kurz war ebenfalls Fotografin.
Relang studierte Malerei an der Handwerker- und Kunstgewerbeschule Krefeld, der Staatlichen Akademie der bildenden Künste Stuttgart, und der Akademie am Steinplatz in Berlin. Sie machte 1932 ihren Abschluss als Kunsterzieherin. Es folgten weitere Studien an der Académie Ozenfant bei dem französischen Maler Amédée Ozenfant.
Ihre ersten Fotografien waren vermutlich angeregt von ihrer Schwester Urs Lang-Kurz, die eine Fotografenlehre gemacht hatte und ihr nach Paris gefolgt war. Weitere Inspirationen kamen durch ihre Schwester Anni Schaad, Gründerin der Schmuckwerkstatt langani, für die sie zahlreiche Modeschmuck-Fotos machte. Regina Relang brachte sich das Fotografieren selbst bei.
Ab 1936 veröffentlichte sie ihre Reisereportagen. Sie bereiste zwischen 1932 und 1939 Länder in ganz Europa; von Mallorca bis zur Türkei. Ihre Modefotografien erschienen in Zeitschriften wie der französischen, englischen und amerikanischen Vogue, Madame, Bild der Frau und Harper’s Bazaar.
Nach dem Zweiten Weltkrieg zog Relang nach München um. Zweimal jährlich erstellte sie Fotoberichte zu den Präsentationen der Modekollektionen in Florenz, Rom, Paris und Berlin. Sie fotografierte für Designer wie Christian Dior, Pierre Cardin oder Yves Saint Laurent. In den 1950er- und 60er-Jahren war Regina Relang Deutschlands führende Modefotografin: 1958 zeigten acht der zwölf Titelbilder des Magazins Madame eine Relang-Fotografie. 1976 bis 1988 hatte sie Ausstellungen in der ganzen Bundesrepublik Deutschland.
Regina Relangs fotografischer Nachlass befindet sich im Münchner Stadtmuseum.

## Schriften
- Über Modefotografie. In: Das deutsche Lichtbild. Jahresschau 1956, S. 30–36.

## Auszeichnungen
- 1972: David-Octavius-Hill-Medaille der Gesellschaft deutscher Lichtbildner und das Bundesverdienstkreuz am Bande.
- 1976: Kulturpreis der Deutschen Gesellschaft für Photographie (zusammen mit Rosemarie Clausen und Liselotte Strelow)